# Arvo Kuusla
Arvo Armas Kuusla, född Granlund den 19 april 1907 i Pyhäjärvi i Karelen, död 24 juni 1960 i Helsingfors, var en finländsk skådespelare.

## Filmografi (urval)
- 1938 – Regementets sorgebarn
- 1951 – Kvinnan bakom allt
- 1954 – Hilmadagen
- 1955 – Okänd soldat
- 1955 – Kära lymmel
- 1955 – Fröken vaktmästare
- 1958 – Flickan från den vita skogen